# ドラミコクインテット
「Z/X -Zillions of enemy X- NC DramaCD (2)「ドラミコクインテット」」は、ブロッコリー発売のトレーディングカードゲーム、Z/X（ゼクス）の2枚目のドラマCD。2014年12月28日に発売された。

## 概要
各世界とこの世界の行く末をドラゴンとともに見守る竜の巫女たちが全員集結。
アイドルユニットを結成して、未来を懸けた人気争奪合戦を行う。
主題歌「未来がひとつに」を担当するのは未来からやってきた五世界の竜の巫女たち。
個性派揃いの彼女たちが心をひとつに唄い上げる。

## 収録内容
1. ドラマパート『すぐそこにある1%』 [58:14] 
出演 : 赤の竜の巫女メイラル（CV.佐倉綾音）
青の竜の巫女ユイ（CV.洲崎綾）
白の竜の巫女ニノ（CV.西明日香）
黒の竜の巫女バラハラ（CV.早見沙織）
緑の竜の巫女クシュル（CV.今井麻美）
MC（CV.槿原大）
2. 未来がひとつに [3:44] 
歌 : ドラミコクインテット（佐倉綾音、洲崎綾、西明日香、早見沙織、今井麻美）
作詞 / 作曲 / 編曲 : 真鍋旺嵩、中沢昭宏（WEEAST）

### STAFF
- Exective Producer - 内野秀紀
- Producer - 久保田俊介
- Director - 花井拓登、齋藤晴仁
- Designer - 小林加奈子、岩上千春
- Production Management - 藤堂雅展
- Illustration - 堀愛里

### MUSIC
- Sound Produce - WEEAST
- Piano - 吹野クワガタ
- Other instruments & Programming - WEEAST
- Mixing Engineer - 岸本泰明
- Vocal Direction & Edit - 安保一生(INTERSTELLAR PRODUCTION)

### DRAMA
- Sound Direction & Edit - 村松宏昭
- Recording Engineer - 鈴木高博
- Sound Work - ビットプロモーション
- Production Management - 福井詔雄
- Scenario - いさみたかお
- Scenario制作協力 - ハイボリューム

## 封入特典
イベントカード P11-010「ドラミコクインテット」2枚